# Baranyai Tibor
Baranyai Tibor (Budapest, 1978. április 29. –) magyar labdarúgó.